# Az utolsó amazon
Steven Pressfield Az utolsó amazon (Last of the Amazons) című regénye 2002-ben jelent meg az Egyesült Államokban, magyarul pedig V. Csatáry Tünde fordításában 2017-ben.
A könyv a trójai háború előtti időbe visz, időszámítás előtt 1250 környékére. Thészeusz nemrég egyesítette Athént. Kivitte a politikát a Piac térre. A fegyveresek, lovagok nem tudtak szónokolni. Ismertségük, népszerűségük csökkent. Kellett egy expedíció, ahol megmutathatták vitézségüket. Nem az Amazon-föld volt a cél. Vasat akartak szerezni, ami keményebb a bronznál. A flotta 7 hajóból állt. Az első viharban 1 elsüllyedt. Első kikötéskor lerohanták őket. Sok embert veszítettek. A második vihar több kárt tett, a javítás elmaradása miatt. Figyelték kikötéseiket, akkor támadták őket, mikor nem várták. Végül vizet se tudtak venni. A hozott borral oltották szomjukat. Partközelben csónakkal, hálóval támadtak rájuk. A Krími Boszporusz déli partjánál csapdába estek. 4 hajó maradt, a legénység nagy része fogoly vagy meghalt. 2 nap evezés után az amazonok irgalmára bízta legénységét Thészeusz. Ettől kezdődik a görög-amazon történet és tart az "utolsó amazon"-ig.

## Plutarkhosz
Az i. e. első században ő még olyan Athénben élt, amelyben helynevek (dűlők), családnevek tanúsították az amazonok támadását.

## Cselekmény
|  | Alább a cselekmény részletei következnek! |

Lezajlott Athén ostroma. Hippolütosz anyja, Antiopé hősi halált halt. Eleuthera megsérült. Elengedéséért Szeléna fogságot vállalt. Szeléna lánya, Csonti Éliász elhunyt gyermeke helyében él. Az is titok, hogy Damón az apja. Európa végig húgaként kezeli. Mikor, 11 év után, Eleuthera komoly sérüléséről értesül, Szeléna felmondja ígéretét, harcosként távozik. Követi Európa, Attikosz herceg jegyese. 4 hajó indul a szökevények után. Átélnek egy tengeri vihart, hármukat megskalpolja Szeléna a Pokol Folyójánál Európa egy ideig segít Attikosznak, majd harcosként eltűnik. Ekkor mesélik el a veteránok, mi és hogy volt Thészeusz és Antiopé között. A szkíták elrabolták az amazonok több ménesét, az őröket lemészárolták, testük megbecstelenítették. A tal Kürte (a szabadok) utolérte a szkítákat, lányai koponyáját. Legyőzte a harcosokat Utána olyan mészárlást művelt, ami nekik megszokott, a kísérő görögöknek (Thészeusznak) borzalom volt. Antiopé ráébredt erre. Ez ellen tett, Eleuthéra (Szabadság) ekkor vette át az irányítást tőle. A nép kiközösítette, a lovak nem engedelmeskedtek neki. Akár öngyilkos is lehetett volna. Ekkor csatlakozott Thészeuszhoz és hajózott vele Athénbe, szülte és nevelte Hippolütoszt. Eleuthéra ráébredt, Antiopé népe becsületét vitte magával. Azt mondta népének, megerőszakolták és elrabolták Antiopét, ki kell szabadítani. Hadjáratot tervezett és kivitelezett Athén ellen.
A szkíta hercegek elfogják Thészeuszt 2 hajójával és hozzá rendelik Attikosz 4 hajóját, mindenestül. Eleuthéra elfogására jöhetnek a görögök, hitvány lovakon. Eleuthéra letámadja a szkíta gyülekezést. A görögök csatlakoznak hozzájuk, később. Szeléna pelekusza (harcibárdja), halála után, Csontié.  A görög hajókon Tanaisz(Urál)hoz szállítják Eleuthéra harcosait lovastól. Borgész, szkíta király, megállapodik Thészeusszal: nem üldözi tovább Eleuthérát, ha Thészeusz nem tér vissza Athénba. Csonti Attikosz feleségeként szül lányokat és azok lányainak is tovább adja a "Ló népének" (tal Kürte; amazonok) hagyományát.
|  | Itt a vége a cselekmény részletezésének! |

## Magyarul
- Az utolsó amazon; ford. V. Csatáry Tünde; Partvonal, Bp., 2017 ISBN 978 615 5783 06 7